# Kočerin
Kočerin – wieś w Bośni i Hercegowinie, w Federacji Bośni i Hercegowiny, w kantonie zachodniohercegowińskim, w mieście Široki Brijeg. W 2013 roku liczyła 1195 mieszkańców, z czego większość stanowili Chorwaci.